# Debora Patta
Debora Patta (Zimbàbue, 13 de juliol de 1964) és una periodista, presentadora de televisió i locutora de ràdio sud-africana. La seva família és d'origen italià, de la ciutat calabresa de Praia a Mare.
Nascuda a Zimbàbue el 1964, es va mudar amb la seva mare a Sud-àfrica després de la separació dels pares. Es va graduar en ciències socials i humanitats a la Universitat de Ciutat del Cap el 1984.
S'ha iniciat en els anys 80 per a la BBC i Ràdio 702. També ha treballat per a la televisió en línia e.tv e eNCA. A la televisió, ha entrevistat a diverses figures públiques entre elles Ximon Peres, Oprah Winfrey, Nelson Mandela i Thabo Mbeki.
El 7 de maig de 2013 deixà e.tv i eNCA para buscar altres oportunitats de treball
A l'octubre de 2013 retornà a Ràdio 702

## Obres
- Anne Maggs i Debora Patta; Baby Micaela: the inside story of South Africa's most famous abduction case; Zebra Press, (1996); ISBN 9781868700493
- Rory Steyn i Debora Patta; One step behind Mandela: the story of Rory Steyn, Nelson Mandela's chief bodyguard; Zebra Press, (2000); ISBN 9781868722693

## Premis
- 1992: South African Checkers Journalist of the Year
- 2004: Vodacom Journalist of the Year Gauteng Region
- 2004: MTN 10 Most Remarkable Women in Media
- 2007: Simonsvlei Journalist Achiever of the Year[10]
- 2009: Vodacom Women in the Media[11]
- 2010: CEO Magazine South Africa's Most Influential Women in Business and Government[12]
- 2010: Tricolor Globe Award ab Italian Women in the World Association.[13][14]